# Grant Jennings
Grant Curtis Jennings (* 5. Mai 1965 in Hudson Bay, Saskatchewan) ist ein ehemaliger kanadischer Eishockeyspieler, der im Verlauf seiner aktiven Karriere zwischen 1983 und 1998 unter anderem 443 Spiele für die Washington Capitals, Hartford Whalers, Pittsburgh Penguins, Toronto Maple Leafs und Buffalo Sabres in der National Hockey League auf der Position des Verteidigers bestritten hat. In Diensten der Pittsburgh Penguins gewann Jennings, der den Spielertyp des Enforcers verkörperte, in den Jahren 1991 und 1992 jeweils den Stanley Cup und feierte damit seine größten Karriereerfolge.

## Karriere
Jennings, der in Hudson Bay geboren und in Melfort in der Provinz Saskatchewan aufwuchs, spielte zu Beginn seiner Juniorenzeit zunächst bis 1983 ein Jahr lang bei den Humboldt Broncos in der Saskatchewan Junior Hockey League. Daraufhin zog es ihn in die höherklassige Western Hockey League. Dort lief der Verteidiger zwei Jahre lang für die Saskatoon Blades auf, ehe es ihn in den Profibereich zog.
Vor der Saison 1985/86 unterzeichnete der 20-Jährige, obwohl er im NHL Entry Draft unberücksichtigt geblieben war, als Free Agent einen Profivertrag bei den Washington Capitals aus der National Hockey League. Dort spielte der Defensivakteur in den folgenden drei Spielzeiten für das Farmteam Binghamton Whalers, das in der American Hockey League beheimatet war. Erst im Verlauf der Stanley-Cup-Playoffs 1988 kam Jennings zu seinem NHL-Debüt für den Hauptstadtklub, als er seinen einzigen Einsatz für die Capitals absolvierte. Im Juli 1988 verließ Jennings die Organisation der Washington Capitals und wechselte gemeinsam mit Ed Kastelic zum Ligakonkurrenten Hartford Whalers, der im Gegenzug Mike Millar und Neil Sheehy an Washington abgab. Im Team der Hartford Whalers avancierte der Abwehrspieler mit Beginn der Spielzeit 1988/89 zum Stammspieler und bestritt mit 13 Scorerpunkten seine erfolgreichste Saison. Es folgten weitere eineinhalb Spieljahre in Hartford, ehe Jennings im März 1991 in einem sechs Spieler umfassenden Transfergeschäft zu den Pittsburgh Penguins geschickt wurde.
Während Hartford John Cullen, Jeff Parker und Zarley Zalapski erhielt, sicherten sich die Penguins neben Jennings auch die Dienste von Ron Francis und Ulf Samuelsson, die sich als wichtige Bausteine für die aufeinanderfolgenden Stanley-Cup-Siege in den Jahren 1991 und 1992 entpuppten. Jennings war ebenfalls Bestandteil beider Meisterschaftskader und gehörte dem Franchise vier Jahre lang bis zum April 1995 an, ehe er im Tausch für Drake Berehowsky an die Toronto Maple Leafs abgegeben wurde. Für die Kanadier bestritt der Enforcer lediglich 14 Spiele, da sein auslaufender Vertrag nicht verlängert wurde. Er wechselte daraufhin zur Saison 1995/96 als Free Agent zu den Buffalo Sabres, bei denen er im Saisonverlauf aber nur zu sechs Einsätzen kam und zudem ein paar Einsätze für deren Farmteams bestritt.
Zwischen 1996 und 1998 ließ Jennings seine Karriere in der International Hockey League ausklingen, wo er sich nach den Stationen Rafales de Québec und San Antonio Dragons im Sommer 1998 im Alter von 33 Jahren und insgesamt 443 NHL-Einsätzen vom aktiven Sport zurückzog.

## Erfolge und Auszeichnungen
- 1991 Stanley-Cup-Gewinn mit den Pittsburgh Penguins
- 1992 Stanley-Cup-Gewinn mit den Pittsburgh Penguins

## Karrierestatistik
(Legende zur Spielerstatistik: Sp oder GP = absolvierte Spiele; T oder G = erzielte Tore; V oder A = erzielte Assists; Pkt oder Pts = erzielte Scorerpunkte; SM oder PIM = erhaltene Strafminuten; +/− = Plus/Minus-Bilanz; PP = erzielte Überzahltore; SH = erzielte Unterzahltore; GW = erzielte Siegtore; 1 Play-downs/Relegation; Kursiv: Statistik nicht vollständig)